# Champs Futsal Club
Maillots
Le Champs A. Futsal Club est un club sportif de futsal français fondé en 1996 et basé à Champs-sur-Marne en Seine-et-Marne.

## Histoire
L'équipe du Champs Futsal Club voit le jour en janvier 1997 et est indépendante de l'AS Champs-sur-Marne, le club de football de la ville. Durant deux saisons, l'équipe constituée de footballeurs locaux évolue dans le championnat UFOLEP avant d'intégrer la compétition de la Ligue de Paris Île-de-France de football.
Pour sa première saison en compétition, l'équipe composée d'amis est sacrée championne d'Île-de-France.
En 2001-2002, l'équipe termine quatrième du championnat régional. Lors de la Coupe de France 2001-2002, Champs se qualifie pour le tournoi final. Avec trois victoires en autant de matchs lors du premier tour, le Champs Futsal s'impose en favoris. Avec un effectif riche, Champs se distingue par sa solidité défensive et de fortes individualités en attaque. Markovic, Komandi et Diakité perforent notamment les rideaux défensifs adverses. Après la phase à élimination directe, Champs dispute la finale. Le match est disputé et Saïd Meghni, frère du footballeur Mourad Meghni, inscrit le tir au but décisif. Le gardien francilien Toihir Adji Ali multiplie auparavant les arrêts réflexes devant les cinq internationaux du CS Roubaix, supérieurs de maîtrise technique et collective. Dans le tournoi final, les Seine-et-Marnais marquent un total de quinze buts et n'en concèdent que huit. Le club est le premier vainqueur représentant l'Île-de-France.
En 2007, le club est retenu pour intégrer le nouveau Challenge national, ébauche du Championnat de France. Placé dans le groupe A, il obtient la cinquième place sur neuf. Au terme de la saison 2008-2009, seuls les trois premiers des six groupes sont retenus pour le début du championnat l'année suivante. Le Champs FC termine à nouveau cinquième et retourne au niveau régional.
Lors de la Coupe de France 2012-2013, Champs se hisse jusqu'en finale régionale.
Au terme de la saison 2015-2016, le Champs AFC est promu en Division 2 nationale après avoir remporté la Division d'honneur d'Île-de-France puis les barrages d'accession.
Promu en D2 2016-2017, le club est premier non-relégable en janvier 2017. L'équipe obtient son maintien.
Pour sa deuxième saison en D2, en 2017-2018, le Champs Futsal prolonge plusieurs joueurs et mise sur le même groupe. L'objectif donné en début de saison par le nouvel entraîneur Johann Legeay est de « progresser sur deux à trois saisons ». Après une victoire inaugurale 0-8 à Hérouville, invaincu depuis quatre ans à domicile mais affaibli, Legeay précise : « Nous allons tenter de finir dans les cinq premiers ».
Début mars 2020, le Champs Futsal est neuvième sur douze. La saison est ensuite arrêtée à cause de la pandémie de Covid-19 en France.

## Résultats sportifs

### Titres et trophées
- Coupe de France (1)
  - Vainqueur : 2001-2002

- Championnat de France AMF
  - Troisième : 2018-2019

### Bilan par saison
| Bilan saison après saison | Bilan saison après saison   | Bilan saison après saison | Bilan saison après saison | Bilan saison après saison | Bilan saison après saison | Bilan saison après saison | Bilan saison après saison | Bilan saison après saison | Bilan saison après saison | Bilan saison après saison | Bilan saison après saison |
| Saison                    | Championnat                 | Championnat               | Championnat               | Championnat               | Championnat               | Championnat               | Championnat               | Championnat               | Championnat               | Championnat               | Coupe de France           |
| Saison                    | Division                    | Class.                    | Pts                       | M                         | V                         | N                         | D                         | Bp                        | Bc                        | Diff.                     | Coupe de France           |
| ------------------------- | --------------------------- | ------------------------- | ------------------------- | ------------------------- | ------------------------- | ------------------------- | ------------------------- | ------------------------- | ------------------------- | ------------------------- | ------------------------- |
| 1997-1998                 | UFOLEP                      |                           |                           |                           |                           |                           |                           |                           |                           |                           |                           |
| 1998-1999                 | UFOLEP                      |                           |                           |                           |                           |                           |                           |                           |                           |                           |                           |
| 1999-2000                 | DH Paris Île-de-France      | 1er                       |                           |                           |                           |                           |                           |                           |                           |                           |                           |
| 2000-2001                 |                             |                           |                           |                           |                           |                           |                           |                           |                           |                           |                           |
| 2001-2002                 | DH Paris Île-de-France      | 4e                        |                           |                           |                           |                           |                           |                           |                           |                           | Vainqueur                 |
| 2002-2003                 |                             |                           |                           |                           |                           |                           |                           |                           |                           |                           | Demi-finale               |
| 2003-2004                 |                             |                           |                           |                           |                           |                           |                           |                           |                           |                           |                           |
| 2004-2005                 |                             |                           |                           |                           |                           |                           |                           |                           |                           |                           | Demi-finale               |
| 2005-2006                 |                             |                           |                           |                           |                           |                           |                           |                           |                           |                           |                           |
| 2006-2007                 |                             |                           |                           |                           |                           |                           |                           |                           |                           |                           |                           |
| 2007-2008                 | Challenge national - grp. A | 5e/9                      | 20 pts                    | 8                         | 4                         | 0                         | 4                         | 44                        | 34                        | +10                       |                           |
| 2008-2009                 | Challenge national - grp. C | 5e/7                      | 10 pts                    | 6                         | 2                         | 0                         | 4                         | 16                        | 23                        | -7                        |                           |
| 2009-2010                 |                             |                           |                           |                           |                           |                           |                           |                           |                           |                           |                           |
| 2010-2011                 |                             |                           |                           |                           |                           |                           |                           |                           |                           |                           |                           |
| 2011-2012                 |                             |                           |                           |                           |                           |                           |                           |                           |                           |                           |                           |
| 2012-2013                 |                             |                           |                           |                           |                           |                           |                           |                           |                           |                           | finale régionale          |
| 2013-2014                 |                             |                           |                           |                           |                           |                           |                           |                           |                           |                           |                           |
| 2014-2015                 |                             |                           |                           |                           |                           |                           |                           |                           |                           |                           |                           |
| 2015-2016                 | DH Paris Île-de-France      |                           |                           |                           |                           |                           |                           |                           |                           |                           | 16e de finale             |
| 2016-2017                 | Division 2 - grp. A         | 5e/10                     | 26 pts                    | 18                        | 8                         | 2                         | 8                         | 78                        | 75                        | +3                        | 32e de finale             |
| 2017-2018                 | Division 2 - grp. A         | 10e/10                    | 9 pts                     | 18                        | 2                         | 4                         | 12                        | 53                        | 97                        | -44                       | finale régionale          |
| 2018-2019                 | R1 Paris Île-de-France      |                           |                           |                           |                           |                           |                           |                           |                           |                           |                           |
| 2019-2020                 | R1 Paris Île-de-France      |                           |                           |                           |                           |                           |                           |                           |                           |                           |                           |
| 2020-2021                 | R1 Paris Île-de-France      |                           |                           |                           |                           |                           |                           |                           |                           |                           |                           |

## Structure du club

### Statut du club et des joueurs
Le Champs AFC est affilié à la Fédération française de football, qui régit le futsal en France, sous le numéro 549189. Le club réfère à ses antennes délocalisées : la Ligue régionale de Paris Île-de-France et le District départemental de Seine-et-Marne.
Les joueurs ont soit un statut bénévole, amateur ou de semi-professionnel sous contrat fédéral.

### Salles
Le club évolue au gymnase du Nesles à Champs-sur-Marne.

### Identité et image
Le logo du Champs Futsal Club ressemble à l'ancien du Manchester City FC (entre 1997 et 2016) avec un aigle derrière un blason et une écharpe avec inscription en dessous.

Logo du Champs Futsal.
Logo du Manchester City FC (1997-2016).

## Personnalités

### Dirigeants et entraîneurs
En 2002, le président-joueur Mokrane Attal devient le huitième capitaine de l'histoire de la Coupe de France à soulever le trophée.
| Période          | Nom           |
| ---------------- | ------------- |
| 2001 à ?         | Patrick Solet |
| ? à 2014         | Saïd Meghni   |
| 2014 à 2016      | Johann Legeay |
| 2016-2017        | Saïd Meghni   |
| août-déc. 2017   | Johann Legeay |
| depuis déc. 2017 | Saïd Meghni   |

Pour la saison 2001-2002, le club recrute Patrick Solet comme entraîneur. Dès la première année, l'équipe remporte la Coupe de France.
En 2014, Saïd Meghni, ancien joueur du club et frère du footballeur Mourad, fait venir Johann Legeay, champion de France 2010 avec le Kremlin-Bicêtre, avant de travailler dans l'ombre de celui-ci durant deux saisons. Johann Legeay permet de hisser l'équipe en Division 2 nationale en 2016. Pour la saison 2016-2017, il part à l'ACCES FC en Régional 1.
En janvier 2015, Saïd Meghni est entraîneur du club en DH francilienne.
Saïd Meghni dirige l'équipe lors de sa première année en D2. Alors que son équipe s'assure du maintien en D2, l'entraîneur campésien n'est pas reconduit sur son banc, remplacé par Johann Legeay à la rentrée 2017, deux ans après la montée,. Mais dès décembre 2017, la direction du club met fin aux fonctions de Johann Legeay, avec qui le discours ne passait plus. Saïd Meghni redevient entraîneur. Meghni reprend une équipe neuvième de D2 sur une série de six défaites consécutives. Des cadres partis à son éviction font leur retour, comme Jean-Paul Marna ou le gardien serbe Jovo Tosic. Ils ne parviennent cependant pas à obtenir le maintien. Meghni est encore sur le banc de Champs en mars 2020.

### Joueurs
Jean-Paul Marna est un joueur emblématique du club, déjà présent lors de la victoire en Coupe de France 2002 et capitaine en Division 2 2016-2017, il est progressivement moins présent pour des raisons professionnelles.
Zoran Markovic débute le futsal à Champs et devient international français début 2004. Il part ensuite évoluer au plus haut niveau dans les meilleurs clubs franciliens avant de revenir au CAFC en 2015.

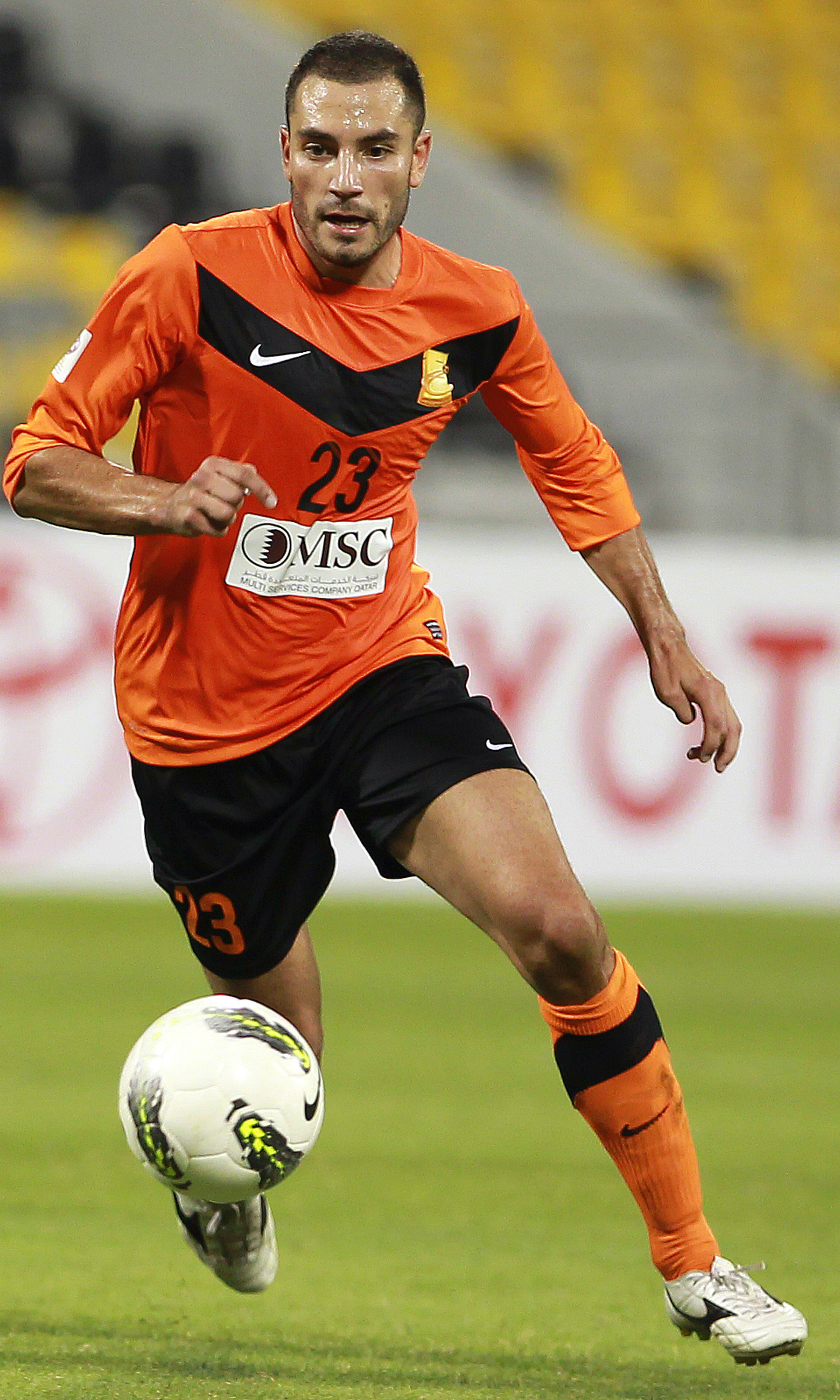
Début 2015, le footballeur international algérien Mourad Meghni passe quelques mois dans l'équipe de son frère.

En janvier 2015, le footballeur international Mourad Meghni rejoint le Champs futsal en DH,,. À trente ans, il met entre parenthèses sa carrière à cause des blessures et rejoint l'équipe entraînée par son frère Saïd et Johann Legeay. Mourad joue trois mois au club.
Après joué en D2 de football serbe puis en Ligue des champions de futsal avec le club du KMF Nis, le Serbe Jovo Tosic évolue en tant que gardien à Champs de 2015 à 2017 après plusieurs années en première division et vise la sélection serbe.